# Модрей
Модрей (словен. Modrej) — поселення в общині Толмин, Регіон Горишка, Словенія. Висота над рівнем моря: 172,6 м. Розміщене на правому березі річки Соча на північ від Мост на Сочі.